# HUGっと!プリキュア キャラクターシングル
「HUGっと!プリキュア キャラクターシング」（はぐっと!プリキュア キャラクターシングル）は、テレビアニメ『HUGっと!プリキュア』のキャラクターソングを収録したシングル。2018年5月23日にマーベラスから発売。

## 概要
テレビアニメ『HUGっと!プリキュア』に登場する3人のプリキュア、キュアエール（CV：引坂理絵）、キュアアンジュ（CV：本泉莉奈）、キュアエトワール（CV：小倉唯）のキャラクターソング各1曲とそのオリジナル・カラオケバージョンを収録したシングルCD。
封入特典として各プリキュアが1人ずつ描かれたカスタマイズジャケット3種類と、同年7月29日開催予定のライブイベントのチケット先行申込券が、また初回特典としてジャケットサイズ・ステッカーが同梱されている。

## 収録曲
1. フレフレ!アイム・ア・チアリーダー!!
歌：キュアエール（CV.引坂理絵）
作詞：藤本記子（Nostalgic Orchestra）、作・編曲：高木洋
2. イマージュの翼
歌：キュアアンジュ（CV.本泉莉奈）
作詞：藤本記子（Nostalgic Orchestra）、作・編曲：福富雅之（Nostalgic Orchestra）
3. もう一度、あの空の先へ
歌：キュアエトワール（CV.小倉唯）
作詞：山崎寛子、作・編曲：永井正道
  - 第43話では挿入歌として使用された。
4. フレフレ!アイム・ア・チアリーダー!!（オリジナル・カラオケ）
5. イマージュの翼（オリジナル・カラオケ）
6. もう一度、あの空の先へ（オリジナル・カラオケ）